# باري ميلبورن
باري ميلبورن (24 نوفمبر 1943 بدنيدن في نيوزيلندا - ) (بالإنجليزية: Barry Milburn)‏ هو لاعب كريكت نيوزلندي. شارك مع منتخب نيوزيلندا الوطني للكريكت.

## وصلات خارجية
- باري ميلبورن على موقع إي آس بي آن كريك إنفو (الإنجليزية)